# Lygocoris tiliae
Lygocoris tiliae är en insektsart som först beskrevs av Knight 1917.  Lygocoris tiliae ingår i släktet Lygocoris och familjen ängsskinnbaggar.

## Underarter
Arten delas in i följande underarter:
- L. t. tiliae
- L. t. heterophyllus